# Cropia infusa
Cropia infusa är en fjärilsart som beskrevs av Walker 1857. Cropia infusa ingår i släktet Cropia och familjen nattflyn. Inga underarter finns listade i Catalogue of Life.